# Уметнички ансамбл Станислав Бинички
Уметнички ансамбл Министарства одбране „Станислав Бинички“ је ансамбл који и репрезентује Министарство одбране и Војску Србије широј јавности.
Давне 1899. године 26. септембра формиран је, наредбом Краља Александра I Обреновића, први симфонијски "Београдски војни оркестар". У току дуге традиције постојања ансамбл је мењао назив.
Један од утемељивача овог Оркестра био је и Станислав Бинички.